# Siedem (film)
Siedem (ang. Seven, stylizowany zapis: Se7en) – amerykański thriller z 1995 roku w reżyserii Davida Finchera.

## Opis fabuły
Opowieść o mordercy, który zabija tych, którzy w jego mniemaniu popełnili jeden z siedmiu grzechów głównych. Jego ofiary giną w sposób nawiązujący do tego, jak grzeszyły. Śledztwo w tej sprawie podejmuje doświadczony, ale przechodzący na emeryturę detektyw William Somerset (Morgan Freeman) z miejscowego wydziału zabójstw. Wkrótce pojawia się młody David Mills (Brad Pitt), który ma przejąć sprawę, jednak ze względu na jej wyjątkowość, Somerset postanawia zostać, aż do jej rozwiązania.

## Twórcy filmu
- Reżyseria: David Fincher
- Scenariusz: Andrew Kevin Walker
- Muzyka: Howard Shore

## Obsada
- Morgan Freeman: detektyw William Somerset
- Brad Pitt: detektyw David Mills
- Gwyneth Paltrow: Tracy Mills
- Kevin Spacey: John Doe
- John Cassini: Oficer Davis